# 베리아절
| 기                           | 세       | 절             | 백만년전    |
| ---------------------------- | -------- | -------------- | ----------- |
| 고진기                       | 팔레오세 | 다니아절       | 이후        |
| 백악기                       | 후기     | 마스트리흐트절 | 66.0–70.6   |
| 백악기                       | 후기     | 샹파뉴절       | 70.6–83.5   |
| 백악기                       | 후기     | 산토눔절       | 83.5–85.8   |
| 백악기                       | 후기     | 코냐크절       | 85.8–89.3   |
| 백악기                       | 후기     | 투로니아절     | 89.3–93.5   |
| 백악기                       | 후기     | 세노마눔절     | 93.5–99.6   |
| 백악기                       | 전기     | 알바절         | 99.6–112.0  |
| 백악기                       | 전기     | 압트절         | 112.0–125.0 |
| 백악기                       | 전기     | 바렘절         | 125.0–130.0 |
| 백악기                       | 전기     | 오트리브절     | 130.0–136.4 |
| 백악기                       | 전기     | 발랑쟁절       | 136.4–140.2 |
| 백악기                       | 전기     | 베리아절       | 140.2–145.5 |
| 쥐라기                       | 후기     | 티톤절         | 이전        |
| 2013년 이후의 백악기의 구분. |          |                |             |

베리아절(Berriasian)은 백악기 전기의 첫 번째 절이다. 약 1억 4550만년 ± 4백만년부터 1억 4020만년 ± 3백만년까지의 530만년간의 시기이다. 쥐라기 티톤절(Tithonian)의 이후, 발랑쟁절(Valanginian)의 이전이다. 베리아절은 1869년 프랑스의 지질학자이자 고생물학자인 앙리 코캉에 의해서 처음 정의되었고, 이름의 유래는 프랑스 아르데슈 주의 베리아스 마을의 이름을 따서 명명되었다.